# Igor Picușceac
Igor Picușceac, né le 27 mars 1983 à Tiraspol en Moldavie, est un footballeur international moldave, ayant évolué au poste d'attaquant. Il se reconvertit par la suite comme entraîneur.
Il compte 24 sélections et 3 buts en équipe nationale entre 2008 et 2015.

## Biographie

### Carrière de joueur
Avec le club du Sheriff Tiraspol, il remporte quatre championnats de Moldavie, et enfin trois coupes de Moldavie.
Il dispute 3 matchs en Ligue des champions, inscrivant un but face au club kazakh d'Aktobe, et joue 2 matchs en Coupe de l'UEFA.

### Carrière internationale
Igor Picuşceac compte 24 sélections et 4 buts avec l'équipe de Moldavie depuis 2008. 
Il est convoqué pour la première fois par le sélectionneur national Igor Dobrovolski pour un match amical contre la Lettonie le 6 septembre 2008 (défaite 2-1). Par la suite, le 10 septembre 2008, il inscrit son premier but en sélection contre Israël, lors d'un match des éliminatoires de la Coupe du monde 2010 (défaite 2-1).

## Palmarès

### Palmarès de joueur
| Sheriff Tiraspol - Championnat de Moldavie (5) : - Champion : 2002, 2003, 2008, 2009 et 2016 - Coupe de Moldavie (3) : - Vainqueur : 2002, 2008 et 2009. - Supercoupe de Moldavie (1) - Vainqueur : 2015 |

### Palmarès d'entraîneur
| FC Noah - Championnat d'Arménie : - Vice-Champion : 2020 - Coupe d'Arménie (1) : - Vainqueur : 2020. - Supercoupe d'Arménie (1) - Vainqueur : 2020 |

### Distinctions personnelles
- Meilleur buteur du Championnat de Moldavie de football en 2008 (14 buts)